# Adam Czyżewicz
Adam Zygmunt Czyżewicz (ur. 18 lutego 1841 w Tarnowie, zm. 24 stycznia 1910 we Lwowie) – doktor medycyny i ordynator we Lwowie, c.k. profesor, poseł do Sejmu Krajowego Galicji VI kadencji (1889–1895).

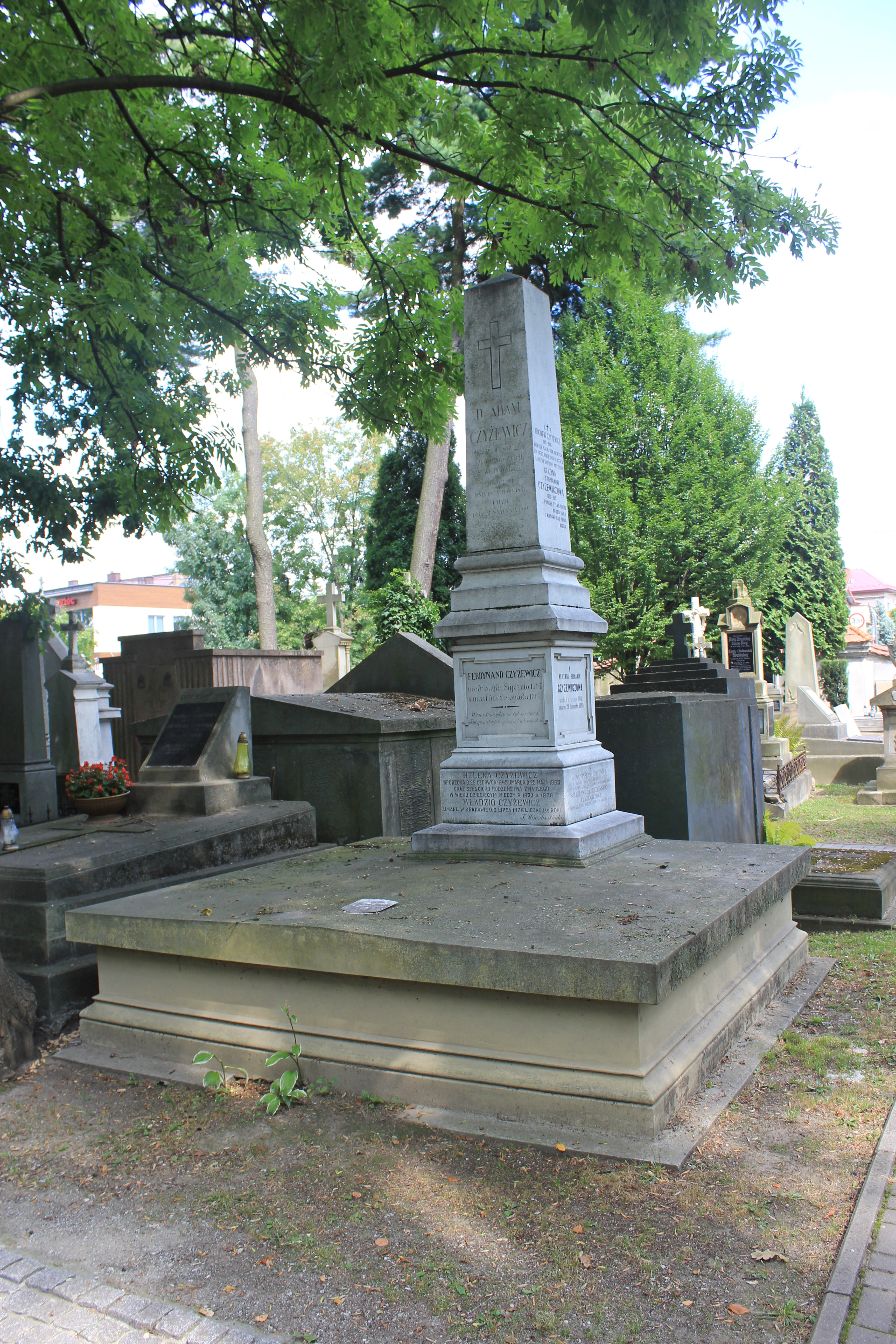
Grobowiec rodziny Czyżewiczów na Starym Cmentarzu w Tarnowie

## Życiorys
Urodził się w rodzinie Ferdynanda (1797–1865), sekretarza Sądu Szlacheckiego dla Galicji Zachodniej, i Wilhelminy z Baumanów (1808–1890). Jego krewnym był dr Władysław Czyżewicz (zm. 1918), także lekarz. W 1858 ukończył gimnazjum w Tarnowie i rozpoczął studia na Wydziale Prawa Uniwersytetu Jagiellońskiego, w styczniu 1859 przeniósł się na Wydział Lekarski. Podczas studiów (w roku akademickim 1863/64) pracował jako asystent prof. Ludwika Teichmanna w Katedrze Anatomii Patologicznej. W okresie powstania styczniowego 1863 był lekarzem Rządu Narodowego. Naukę w Krakowie zakończył w 1864, potem wyjechał do Wiednia, gdzie w 1865 złożył egzaminy końcowe, uzyskując stopień doktora medycyny. Rok później, na Uniwersytecie Jagiellońskim zdał egzamin na stopień magistra położnictwa. Praktyki odbywał u prof. Dietla i Maurycego Madurowicza. Przez pięć lat, do końca września 1870 pracował na stanowisku adiunkta w Klinice Położniczo-Ginekologicznej. W tym samym czasie był także lekarzem sądowym Sądu Krajowego w Krakowie. Był jednym z członków założycieli (1966) Towarzystwa Lekarskiego Krakowskiego.
Od 1871 był związany ze Lwowem, gdzie został prymariuszem (ordynatorem) Zakładu Położniczego w Szpitalu Powszechnym, jednocześnie objął stanowisko profesora położnictwa Szkoły Medyko-Chirurgicznej, do 1876 pełnił także obowiązki dyrektora szkoły. Dzięki jego zaangażowaniu w szpitalu utworzono oddział zakaźny. Pracował także jako redaktor pisma „Kalendarz medyczny”.
Zasłużony w rozwoju polskiej medycyny. Po raz pierwszy w Polsce zastosował kleszcze porodowe i wskazał nowe metody cesarskiego cięcia. Z pracy ginekologa zarobił fortunę oraz zdobył sławę i uznanie nawet w zasięgu europejskim. Jego pacjentką była Blanka, żona arcyksięcia Leopolda Salwatora (1863–1931)
Działał także społecznie i politycznie. Był aktywnym działaczem Towarzystwa Lekarzy Galicyjskich (oraz zastępcą prezesa 1885–1889 i  prezesem od 1889), członkiem Towarzystwa Lekarskiego Lwowskiego (dwukrotnie jego prezesem w 1881 i 1888), Lwowskiego Towarzystwa Ginekologicznego (oraz jego pierwszym prezesem), zasiadał w C. K. Radzie Zdrowia od 1871 przez 36 lat (z czego 18 lat jako jej przewodniczący) oraz w Radzie Miejskiej (był radnym w latach 1876–1885, przewodniczącym sekcji Rady Miejskiej dla bezpieczeństwa, porządku, zdrowia, spraw policyjnych i wojskowych w latach 1881–1886), w latach 1883–1885 był pierwszym wiceprezydentem Lwowa oraz przez jedną kadencję posłem na Sejm Krajowy z okręgu wyborczego Miasto Sambor (1889–1895), a w okresie 1882–1883 dozorcą krajowego Stowarzyszenia Dam Patriotycznych Pomocy Czerwonego Krzyża.
Był mężem Heleny z Lewickich. Mieli synów: Adama Ferdynanda, ginekologa, położnika, i Jana (1883–1934), inżyniera, oraz córkę Wandę.
Zmarł 24 stycznia 1910 we Lwowie, pochowany w grobowcu rodzinnym na Starym Cmentarzu w Tarnowie (sektor I-1-27).

## Ordery i odznaczenia
- Order Korony Żelaznej III klasy (Austro-Węgry, 1898)[8]